# Concepción Abellán Carretero
Concepción Abellán Carretero   (Mataró, 10 de juny de 1984), més coneguda com a Conchi Abellán, és una activista social i política catalana, afiliada a Podem, que va ser coordinadora autonòmica de Podem Catalunya, diputada de la XII legislatura catalana del Parlament de Catalunya i responsable de Moviment Obrer de Podemos.

## Trajectòria
Va estudiar un grau de formació professional en perruqueria, ocupació que va exercir fins que va esdevenir diputada l'any 2019. Durant la seva adolescència i joventut va participar en diferents moviments socials al Bon Pastor i a Rubí. El seu activisme s'ha centrat en la lluita al dret a l'habitatge i per una vida digna.
L'any 2014 va començar a militar a Podem Catalunya. A les eleccions al parlament de Catalunya del 2017 va ser número 10 en la candidatura de Catalunya en Comú-Podem per la circumscripció de Barcelona. Tot i no ser elegida (la llista tan sols va obtenir 7 diputats), l'any 2019 va aconseguir l'acta de diputada gràcies a la renúncia d'Elisenda Alamany i Joan Josep Nuet. El juny del 2020 va ser elegida coordinadora autonòmica de Podem Catalunya, càrrec que compagina amb el de diputada de la XII legislatura i el de responsable de Moviment Obrer de Podemos. Participa en diverses comissions parlamentàries tals com la de joventut, esports i cultura.
El 2021 no es va tornar a presentar a les eleccions al Parlament, Tanmateix, a les eleccions al Parlament de Catalunya de 2024 Podem va decidir no repetir la coalició amb Catalunya en Comú i pretenia que Abellán es presentés com a cap de llista, però finalment el partit va decidir no presentar-se. El 13 de novembre de 2024, Abellán va dimitir com a coordinadora autonòmica de Podem Catalunya.

## Vida personal
És mare de dos fills.